# Xuzhou, Yibin
Xuzhou, tidigare som härad benämnt Yibin och även stavat Ipin, är ett stadsdistrikt som lyder under Yibins stad på prefekturnivå i Sichuan-provinsen i sydvästra Kina.
Före 19 juni 2018 var Xuzhou ett härad med namnet Yibin och bestod av de delar som blev över av häradet då dess huvudort blev ombildat till stadsdistrikt i staden med samma namn. Uppgraderingen 2018 av detta återstående härad till stadsdistrikt gjorde namnbytet nödvändigt.